# دائرة سطيف
دائرة سطيف هي إحدى دوائر ولاية سطيف الجزائرية.

## مواضيع ذات صلة
- دوائر الجزائر
- مطار سطيف الدولي

## وصلات خارجية
- الموقع الرسمي لإذاعة الهضاب: استمع إلى البث الحي هنا.
- الموقع الرسمي للولاية.
- سطيف انفو  - عربي، فرنسي، إنجليزي
- سطيف نت - عربي، فرنسي، أمازيغي، إنجليزي
- صوت سطيف - عربي، فرنسي، أمازيغي، إنجليزي
- سطيف - (بالفرنسية: {{{1}}})‏